# Sawah Tengah
Sawah Tengah is een bestuurslaag in het regentschap Sampang van de provincie Oost-Java, Indonesië. Sawah Tengah telt 3763 inwoners (volkstelling 2010).